# زیمنس انرژی بادی
زیمنس انرژی بادی (به آلمانی: Siemens Winde Power) نام شرکت سازنده توربین بادی تأسیس شده در سال ۱۹۸۰ می‌باشد.
در سال ۲۰۱۱ این شرکت ۶٫۳ درصد از سهم بازار جهان را به خود اختصاص داده است هم چنین در سال ۲۰۰۹، ۷۵ درصد از ظرفیت و تعداد توربین‌های نصب شده در اروپا را به خود اختصاص داده است.